# Persicaria segetum
Persicaria segetum är en slideväxtart som först beskrevs av Carl Sigismund Kunth, och fick sitt nu gällande namn av John Kunkel Small. Persicaria segetum ingår i släktet pilörter, och familjen slideväxter. Inga underarter finns listade i Catalogue of Life.